# Корытница (Могилёвская область)
Коры́тница (бел. Карытніца) — деревня в составе Мощаницкого сельсовета Белыничского района Могилёвской области Республики Беларусь. Стоит на реке Клева.

## История
В 1670 году упоминается как имение в Оршанском повете ВКЛ.

## Население
- 2010 год — 82 человека